# The Secret Society Of Fine Arts
The Secret Society Of Fine Arts er en film fra 2012 instrueret af Anders Rønnow Klarlund efter eget manuskript.

## Handling
The Secret Society of Fine Arts er en historie om ekstrem kunst og farlig kærlighed. En visuel oplevelse i filmlængde med en helt ny måde at fortælle en historie på. Instruktøren og manuskriptforfatteren Anders Rønnow Klarlund leverer et helt nyt eksperimenterende univers. I filmens begyndelse bliver en stødtand fra en Mammut og et hvalskelet fundet i en grotesk blanding af mursten og ødelæggelse. Et zoologisk museum er blevet sprunget i luften. Billeder af den halverede bygning med spredte dele af udstoppede dyr bliver vist over hele verden, sammen med en meddelelse fra en gruppe af undergrundskunstnere som påtager sig ansvaret: "Dette er ikke underholdning. Det er ikke en politisk erklæring. Det er ikke engang en nyhed... Dette er kunst!"